# Bitwa pod Mątwami
Bitwa pod Mątwami – starcie zbrojne mające miejsce 13 lipca 1666 pod Mątwami, w czasie rokoszu Lubomirskiego. Bitwa zakończyła się klęską wojsk królewskich (około 22 000 żołnierzy) pokonanych przez wojska rokoszan (około 13 000 żołnierzy).

## Przebieg bitwy
12 lipca podjazdy królewskie dotarły w rejon Mątew (dziś południowa część Inowrocławia) i stoczyły (z niepomyślnym dla siebie rezultatem) potyczkę z oddziałami rokoszan strzegącymi przeprawy przez Noteć (brodu o szerokości nieprzekraczającej kilku metrów, miejscami tak głębokiego, że konie musiały płynąć).
Za namową Sobieskiego król postanowił naruszyć obowiązujący rozejm i rozkazał wojskom przeprawić się przez rzekę o świcie następnego dnia, by uchwycić przyczółek. Rano 13 lipca główne siły armii królewskiej ruszyły w stronę przeprawy. Jednocześnie awangarda wojsk królewskich (Litwini) korzystając z mgły zdołała niepostrzeżenie przeprawić przez rzekę kilkaset jazdy. Litwini odnieśli pewien sukces w starciu z nielicznymi oddziałami rokoszan (dowodzonymi przez rotmistrza Zarudnego) i zdołali ich odepchnąć od bronionej przez nich przeprawy.
Hetman litewski Pac zaprzepaścił jednak dogodną okazję do nadszarpnięcia wojsk rokoszan, czekając na resztę wojsk koronnych. Mylne wyobrażenie o ukształtowaniu terenu (rzekoma następna przeprawa) i całkowity brak rozeznania o położeniu sił buntowników stworzyły wrażenie, że przyczółek jest bezpieczny, a główne siły rokoszan nie stwarzają zagrożenia. To skłoniło króla do powzięcia decyzji o przerzuceniu reszty sił na drugi brzeg Noteci. W pierwszej kolejności przeszły bród oddziały dragonii i rajtarii litewskiej (razem do 400 ludzi), za nimi pułk jazdy Modrzejowskiego (500 ludzi) i dragonia koronna (2800). W dalszej kolejności na przeprawie znalazły się dwie chorągwie jazdy – Sieniawskiego i Sobieskiego (razem 1000 ludzi). Nie ustanowiono jednego dowódcy dla wszystkich przeprawiających się oddziałów, a Sobieski jadący tylko dla rozpoznania sytuacji znalazł się na samym końcu kolumny. Przeprawiające się wojsko zaczęło formować na drugim brzegu następujący szyk: jazda litewska na lewym skrzydle, dragoni koronni w centrum, jazda koronna na prawym skrzydle. Sobieski popełnił kardynalny błąd, ustawiając jazdę przed dragonią (w późniejszej fazie bitwy jazda wycofując się stratowała dragonię, siejąc popłoch i umożliwiając masakrę wojsk królewskich).
Tymczasem dowodzący strażą przednią rokoszan Zarudny, pobity, lecz nie rozbity przez Litwinów, wycofał się na pobliskie wzgórza i utrzymał je – co umożliwiło niedostrzeżone podejście znacznych oddziałów jazdy (pospolite ruszenie + część chorągwi konfederackich) pod dowództwem Grzymułtowskiego, Pisarskiego i Borka. Za nimi podchodziły pozostałe chorągwie pod wodzą Ostrzyckiego i Polanowskiego.
Jazda Sieniawskiego i Sobieskiego, ściśnięta na przeprawie i naciskana przez następne oddziały, weszła na dragonów w centrum i zaczęła się wysuwać przed ich szyki. I wtedy właśnie jazda rokoszan poszła do szarży (według niektórych historyków szarża jazdy była spontaniczna i nieplanowana). W tym samym momencie zaprawieni w bojach pospolitacy wielkopolscy zaatakowali centrum, chorągwie konfederackie pod dowództwem Borka prawe skrzydło wojsk królewskich, a krakowskie pospolite ruszenie uderzyło na Litwinów. Szarża rokoszan była kompletnym zaskoczeniem dla wojsk królewskich, wprawdzie na lewym skrzydle rowy powstrzymały krakowian ale rozstrzygniecie zapadło na prawym – cześć chorągwi rokoszowych obeszła stanowiska jazdy koronnej i kombinowany atak od czoła i ze skrzydła szybko rozbił jazdę królewską, zatrąbiono na odwrót.
Cofające się chorągwie wpadły na dragonów w centrum mieszając ich szyki i uniemożliwiając oddanie salwy. Sobieski próbował uratować sytuację rzucając się do szarży na czele 2 chorągwi jazdy, ale szybko został rozbity i sam musiał uciekać przez przeprawę (podobno ustrzelono konia pod nim, a przed dość prawdopodobną śmiercią uratował go jeden z żołnierzy królewskich). Do ucieczki porwała się także jazda litewska, a na polu bitwy pozostali jedynie dragoni, na których spadł teraz cały impet uderzenia. Strzelać mogły jedynie regimenty stojące na lewym krańcu ugrupowania (regimenty Briona i Bokuma), ale to nie mogło powstrzymać rokoszan. Dragoni zostali rozbici. Jan Kazimierz próbował zorganizować odsiecz dla walczących oddziałów, ale bród był kompletnie zatarasowany przez uciekających. W zaistniałej sytuacji król zarządził walny odwrót zostawiając walczące za rzeką oddziały samym sobie.
W końcowej fazie bitwy nastąpił smutny i często pomijany w podręcznikach historii epizod: Polacy pod wodzą Lubomirskiego wymordowali kilka tysięcy jeńców – żołnierzy królewskich.

## Podsumowanie
W bratobójczej bitwie i w rzezi która nastąpiła później zginęło łącznie 3873 żołnierzy królewskich i niewielka, nieznana bliżej liczba rokoszan (według niektórych zaledwie ok. 200). Pod Mątwami wyginął kwiat armii polskiej – żołnierze Stefana Czarnieckiego, zahartowani w walkach w Polsce, Danii i na Ukrainie (Czarniecki nie brał udziału w bitwie, gdyż zmarł kilkanaście miesięcy wcześniej).
W wyniku przegranej wojsk Jana Kazimierza zawarto ugodę w Łęgonicach: król zmuszony został do rezygnacji z planów wprowadzenia w Polsce elekcji za życia króla (vivente rege). Jerzy Lubomirski przywrócony do czci, lecz nie do urzędów, miał przeprosić władcę i udać się na wygnanie. 8 sierpnia w Jaroszynie nad Wisłą nastąpił akt pojednania. Lubomirski zmarł we Wrocławiu 31 stycznia 1667 roku.

## Armie i dowódcy
Siły rokoszan (dowodzone przez Jerzego Sebastiana Lubomirskiego):
- ok. 1200 dragonów (pod bezpośrednim dowództwem Lubomirskiego)
- skonfederowane chorągwie komputowe (pod dowództwem marszałka związkowego Adama Ustrzyckiego)
- pospolite ruszenie z Wielkopolski (pod Krzysztofem Grzymułtowskim)
- pospolite ruszenie z Małopolski (pod Stanisławem Warszyckim i Achacym Pisarskim)

Siły królewskie (dowodzone przez króla Jana Kazimierza):
- 3 tysiące dragonów (dowódca hetman wielki koronny – Stanisław Rewera Potocki)
- jazda polska (dowódca hetman polny koronny – Jan Sobieski – późniejszy król Polski)
- 7 – 9 tysięcy piechoty
- jazda litewska (pod hetmanem polnym litewskim – Michałem Kazimierzem Pacem)
- artyleria z ok. 30 armatami i armatkami